# Otto Krause
Otto Krause (ur. 19 listopada 1903, zm. ?) – zbrodniarz nazistowski, członek załogi niemieckiego obozu koncentracyjnego Buchenwald i SS-Unterscharführer.
Z zawodu murarz. Członek NSDAP. 23 stycznia 1942 rozpoczął służbę w Magdeburg, podobozie KL Buchenwald. Do jego zadań należało między innymi utrzymywanie dyscypliny wśród węgierskich Żydów przetrzymywanych w obozie. We wrześniu 1944 Krause pomógł w ucieczce z obozu pełniącemu funkcję Lagerältester (starszego obozu) – Walterowi Dudzie. W związku z tym 3 października 1944 aresztowany został przez SS, następnie skazany na 7 lat i 2 miesiące pozbawienia wolności w obozie Dachau. Krause pozostał uwięziony w obozie do jego wyzwolenia przez wojska amerykańskie.
W procesie US vs. Otto Krause, który toczył się w dniu 20 października 1947 przed amerykańskim Trybunałem Wojskowym w Dachau skazany został na 10 lat pozbawienia wolności. Postawiono mu zarzuty zakatowania więźnia na śmierć w sierpniu 1944 oraz pobicia trzech innych we wrześniu 1944. Krause przyznał się do winy. Wyrok komisja rewizyjna zatwierdziła 27 lutego 1948.